# Lista de downbursts no Brasil
Este artigo documenta downbursts (microbursts e macrobursts) significativos no Brasil. Para melhor consistência, outros fenômenos oriundos de correntes descendentes como os gustnados, mesovórtices, e ventos severos de Rear Flank Downfrafts e do colapso descendente dos Rear Inflow Jets (Jatos de Influxo Traseiros) também são documentados.
Importante:
- Este artigo não documenta downbursts comuns, que são tipos de correntes descendentes que costumam ocorrer durante chuvas convectivas normais, geralmente com velocidades inferiores a 90 km/h.
- Antes de adicionar algum fenômeno à lista, certifique-se de que ele realmente se trata de um downburst ou uma corrente descendente convectiva, e não de downdrafts ordinários de tempestades convectivas normais.
- Frentes de rajadas (e seus efeitos como: tempestades de poeira/areia, haboobs e gustnados) também são documentados.

Downbursts (também chamados de microexplosão/macroexplosão) são fenômenos meteorológicos bastantes comuns em todo o Brasil, ocorrendo regularmente.
Esses eventos também são chamados de "vendaval", "tempestade de vento" e "temporal de vento". Na América do Sul, são mais frequentes e mais altamente severos na Bacia do Rio da Prata, onde parâmetros como taxas de lapso variáveis em baixos níveis da atmosfera, diferença atmosférica e vertical de índices de humidade, alto DCAPE (≥1000 J/kg-1), são facilmente alcançáveis, o que resulta em downdrafts intensos durante tempestades convectivas. Porém, algumas regiões de Minas Gerais (Zona da Mata, Campo dos Vertentes, Vale do Rio Doce, Vale do Mucuri), norte do Rio de Janeiro e na Bacia Amazônica, também são muito propícias a downbursts extremos.
Uma vez que esta corrente de ar frio atinge o solo e se espalha, ela produz rajadas de ventos em linha reta que em casos extraordinários e extremamente raros podem produzir rajadas de ventos entre 250-290 km/h, equivalentes a velocidade de um tornado F3/IF2.5/T6. Fortes downbursts e vários outros tipos de correntes descendentes são capazes de causar estragos por quilômetros, derrubando árvores, linhas de energia e cercas e causando danos extremos a edifícios. Porém, apenas uma média fração desses eventos atingem magnitudes capazes de causar destruição significativa (>130 km/h) e são sempre produzidos de tempestades convectivas severas. Eventos dessa alta magnitude ocorrem muitas vezes em todos os meses, em quase todos os estados brasileiros. A maioria dos downbursts não excedem a velocidade dos 120 km/h e geralmente causam apenas leves danos. Eventos dessa baixa magnitude podem ocorrer em tempestades pulso (ou unicelulares) ou multi-celulares (fusão de células únicas), propícias a correntes descendentes.
Na maioria das vezes, essas tempestades convectivas de vento severas ocorrem em áreas desabitadas e/ou área rurais, o que resulta em quase nenhum relato de danos.

## Base de dados oficial
De acordo com a PREVOTS, mais de 16598 relatos de danos por ventos convectivos foram registrados em todo o país entre 1° de junho de 2018 até 31 de maio de 2023, sendo que 47 eventos foram significativos (>120 km/h).

## Década de 1990

### 1994
- 17 de fevereiro - Downburst ou tornado provocou prejuízo de 10 milhões de cruzeiros em Sebastianópolis do Sul (SP). Posto de combustível totalmente destruído, muitas árvores e postes derrubados, 200 casas danificadas e antenas parabólicas retorcidas.[2]
- 21 de dezembro - Vendaval devastador em Flores de Goiás (GO). 20 casas completamente destruídas. Postes destruídos, deixando o município incomunicável e sem energia elétrica. Estado de calamidade pública tinha sido decretado no município.[3]

### 1995
- 20 de outubro - Downburst severo em Piracicaba (SP), com ventos medidos em até 126 km/h. Queda de pelo menos 50 árvores e do muro do estádio Barão da Serra Negra, além de destelhamentos de residências e interrupção do fornecimento de energia elétrica e do abastecimento de água. 35 feridos e 1 vítima fatal.[4][5]

### 1996
- 23 de janeiro - Vendaval convectivo devasta várias zonas do município de Timon (MA). 500 casas foram danificadas, muitas delas destruídas parcialmente ou totalmente. Dezenas de muros, árvores, cercas e postes de iluminação foram destruídos, e todas as praças do município foram destruídas. Pelo menos uma dezena de veículos sofreram danos, e um roda-gigante de um parque tombou. Houve 1 óbito por ataque cardíaco. 1500 pessoas ficaram desabrigadas. Queda de energia e água foi generalizada e houve uma demora de vários dias para o restabelecimento completo.[6]
- 11 de novembro - Vendaval com granizo devasta Utinga (BA). 3 mortos e 21 feridos. Pelo menos 200 casas destruídas.[7]

### 1997
- 21 de dezembro - Microburst severo em Goiânia, GO. Rajadas de vento de 130 km/h foram registradas em um aeródromo do Aeroporto Santa Genoveva. Ocorrência durante as 14:50 hrs. Evento documentado pela UFRGS.[8]

## Década de 2000

### 2004
- 7 de novembro - Rajada de vento de 144,3 km/h registrado em uma estação particular da região, em Campo Grande (MS). Acompanhado de aguaceiros torrenciais.

### 2005
- 16-18 de janeiro - Derecho progressivo extraordinariamente raro em todo o centro-norte dos estados do Pará e Amazonas. A gigante linha de instabilidade produziu centenas de downbursts muito severos em múltiplas localizações. Rajadas de vento estimadas em mais de 140 ou 150 km/h, provocaram a derrubada de mais 500 milhões de árvores na Floresta Amazônica. Destruição em aldeias e municípios também foi registrada.[9]

### 2006
- 29 de março - Tempestade supercelular, acompanhada de vários downbursts, com produção de múltiplos tornados em Piracicaba e na região de Campinas, no estado de SP. Rajadas de vento medidas em até 158 km/h no anemômetro do posto meteorológico da Esalq. Ocorrência entre as 11h e 12h.[10]

### 2007
- 5 de dezembro - Downburst em Muriaé (MG), com rajadas de ventos registradas em 138,9 km/h, em um aeródromo. Evento documentado por um estudo publicado pela UFRGS.[8]

### 2008
- 3 de novembro - Tempestade severa produziu um downburst em Resende, RJ. Rajadas de vento medidos em 164,5 km/h. Ocorrência durante as 21:00 hrs. Evento documentado pela UFRGS.[8]

### 2009
- 7 de setembro - Ventos severos produzidos por um bow echo (eco em arco) no sul e sudeste do Rio Grande do Sul. Na área rural de Candiota (RS), houve rajadas estimadas em mais de 150 km/h pela Defesa Civil.[11]
- 7 de setembro - Tempestade com microburst em Bagé (RS), resultado de um derecho em forma de arco (bow echo) que atravessou o sul do Rio Grande do Sul. Rajadas de 107,6 km/h foram registradas em uma estação automática, mas no Aeródromo do município foi registrado 130 km/h.[11]
- 7 de setembro - Downburst devastador em área rural de Lavras (RS), produzido por uma super-célula de alta precipitação. Rajadas acima de 150 km/h foram estimadas em um arquivo digital da Defesa Civil. Silos, propriedades rurais e vegetações foram devastadas.[11]
- 7 de setembro - Série de downbursts em Pedras Altas (RS), produzidos por uma linha de instabilidade em arco (derecho). Rajadas de ventos estimadas em acima de 180 km/h por meteorologistas.
- 14 de outubro - Downburst úmido e severo em Matelândia (PR). Aproximadamente 500 residências parcialmente destruídas, 2 silos totalmente destruídos, dois centros comunitários parcialmente destruídos, muitos postes de transmissão de energia elétricas derrubados, e muitas lojas com vidros e janelas estourados, além da queda de centenas de árvores. Rajadas de ventos estimadas em acima de 150 km/h em alguns pontos bem isolados.[12][13]
- 14 de outubro - Downburst úmido em Cascavel (PR). Destruição de dezenas de residências e queda de dezenas de postes e árvores. Vários edifícios públicos também danificados e 1 pessoa ferida e várias desabrigadas.[13]
- 14 de outubro - Tempestade severa com rajadas descendentes destrutivas em Iguatu (PR). 31 residências completamente ou parcialmente destruídas, 400 desalojados e 80 desabrigados. 25 pessoas ficaram levemente feridas.[13]
- 14 de outubro - Tempestade destrutiva em Três Barras do Paraná (PR). 200 residências danificadas, 10 destruídas. Foram registrados 600 desalojados e 300 desabrigados.[13]
- 14 de outubro - Vendaval destrutivo em Diamante do Oeste (PR). 82 residências danificadas e 3 destruídas. 328 desalojados e 12 desabrigados.[13]

## Década de 2010

### 2010
- 12 de janeiro - Tempestades severas, com granizo grande (≥5 cm) e múltiplos vendavais com rajadas de até 135 km/h em 4 municípios de Sergipe. Em Canindé, rajadas de vento em 112 km/h foram registrados por uma estação meteorológica. Em Gararu, rajadas de até 135 km/h provocaram a destruição de 3 residências. Em Porto da Folha, um vendaval severo causou destruição completa de 10 residências e algumas outras edificações. Ocorrência durante a madrugada. Em todo o estado, tempestades de vento e granizo grande danificaram plantações e criações de gado.[14]

### 2012
- 8 de fevereiro - Tempestade unicelular muito severa em Goiânia (GO), atingindo vários bairros na região norte da cidade, sendo os bairros Setor Santo Hilário e Jardim Guanabara os mais atingidos. Rajadas descendentes destruíram uma praça inteira no Setor Santo Hilário, além de derrubar várias outras árvores e danificar dezenas de residências. No Jardim Guanabara, dezenas de árvores foram derrubadas.[15]
- 25 de outubro - Downburst com rajadas de 129,9 km/h em Coari, AM. Registrado por um aeródromo.[8]
- 27 de novembro - Downburst com rajadas de vento, registrados por uma estação meteorológica, de 159,8 km/h em Itapeva, SP. Evento documentado pela UFRGS.[8]
- 16 de dezembro - Linha de tempestades (derecho progressivo), com produção de múltiplos vendavais (downbursts e frente de rajadas severas), no sul/sudoeste/sudeste do Rio Grande do Sul. Rajada de vento de 177 km/h foi recordada em uma estação meteorológica particular na zona rural de Dom Pedrito (RS), durante as 21:32 h. Todos os municípios atingidos pela linha de instabilidade foram poupados de ventos acima de 130 km/h, com os downbursts mais intensos ocorrendo nas zonas rurais.[16]

### 2013
- 21 de julho - Tempestade acompanhada de macroburst em grande parte do município de Piracicaba (SP). Várias árvores foram arrancadas, retorcidas ou derrubadas, casas destelhadas, vidraças quebradas, entre outros danos. O fenômeno também derrubou um pedaço do muro do Cemitério da Saudade. Ventos medidos em até 128,5 km/h na estação do INMET, posteriormente revisados para 136,8 km/h em um estudo da UFRGS.[17][18][8]

### 2014
- 31 de janeiro - Microburst atinge a cidade de Novo Hamburgo (RS). Além dos fortes ventos que chegaram entre 120 a 150km/h, houve também queda de granizo, e a queda da cobertura do hipermercado Atacadão no local, causando danos a cerca de 30 veículos no local. Dezenas de postes de concreto foram arrancados. Houve também falta de energia elétrica generalizada e também de abastecimento de água.[19]
- 15 de outubro - Downburst úmido originado de uma tempestade supercelular em Tangará da Serra (MT). Ocorreu durante a tarde e deixou um rastro de destruição generalizada, além de até virar um carro no centro do município. Rajadas de ventos observadas em 160,9 km/h (extremamente localizados).[20]
- 20 de dezembro - Macroburst extremamente severo e devastador em Santana do Livramento (RS). Destruição de mais 8 torres éolicas de grande porte. Rajadas de vento estimados em mais de 200 km/h na zona rural do município.[21]
- 20 de dezembro - Microburst originado de uma tempestade supercelular em Porto Alegre (RS). Registro de rajadas de vento em 129 km/h na estação meteorológica do aeroporto.[22]
- 29 de dezembro - Microburst em São Paulo, SP. Houve registro de mais de 280 árvores derrubadas. [23]

### 2015
- 7 de setembro - Microburst com rajadas estimadas de até 120 km/h em Várzea Grande (MT). Acompanhado de granizo.[24][25]
- 2 de outubro - Duas super-células de alta precipitação, com produção de dois downbursts severos no aeroporto de Barbacena (MG). A primeira super-célula de tempestade atravessou o município pelas 17h14, gerando rajadas de 135 km/h no aeroporto e também granizo. A segunda super-célula atravessou a mesma localização a partir das 19h e produziu rajadas de 120 km/h. Não houve registro de danos pois as rajadas ocorreram apenas no aeroporto.[26]
- 12 de dezembro - Rajada de vento de 143,6 km/h registrada durante um temporal em Campinas (SP). Derrubada de pelo menos trinta árvores, queda de três postes em uma única rua, além de destelhamentos de residências.[27][28]
- 24 de dezembro - Frente de rajada com produção de downbursts em grande parte da microrregião do Pajeú (PE). Houve registro de uma tempestade de poeira associada aos ventos fortes. As rajadas de vento foram estimadas pela mídia em até 110 km/h, mas os danos não condizem com a classificação, o que gerou uma controvérsia.[29]

### 2016
- 5 de janeiro - Microburst úmido de curta duração em Cipó (BA). Algumas residências desabaram.[30]
- 29 de janeiro - Série de macrobursts e microbursts muito severos em Porto Alegre (RS), em alguns bairros da zona central. Os downbursts se originaram de uma violenta tempestade supercelular que adentrou toda a capital. Rajadas de ventos foram estimadas em mais de 150 km/h. Centenas de árvores e postes foram derrubados. Muitos prédios tiveram vários de seus vidros estourados e um grande shopping center foi intensamente destruído.[31]
- 5 de junho - Microburst em São Carlos (SP). Destruição de residências e muitas outras edificações. Postes danificados e árvores derrubadas. Ventos estimados em até 130 km/h.[32]
- 16 de outubro - Tempestade extremamente severa, resultado de uma super-célula de alta precipitação que avançou do oceano e adentrou todo o município de Tubarão (SC). Causou devastação em todo o município. Várias escolas estaduais foram completamente destruídas. Rajadas de vento foram estimadas mais de 150 km/h nos piores danos (como em uma escola estadual) e 220 km/h em uma torre eólica (50 ou 100 metros acima da superfície).[33]
- 19 de outubro - Vendaval destrutivo causada por uma supercélula de baixo topo, em Brasília (DF), nos bairros Samambaia Sul e Samambaia Norte. Destruição severa de centenas de casas, comércios, postes, árvores, escolas e ginásios. Dezenas de famílias desabrigadas. Uma igreja foi completamente destruída e várias escolas foram severamente danificadas.[34]
- 17 de dezembro - Aguaceiro acompanhado de downburst intenso em Tabira (PE), durante a noite. Houve queda de árvores, paredes e placas, destelhamentos, quebra de vidraças, além de outros estragos. Rajadas de vento estimadas em mais de 100 km/h.[35][36]

### 2018
- 12 de junho - Downburst úmido muito severo, em Presidente Getúlio (SC).[37]
- 3 de agosto - Tempestade acompanhada de microburst em São Francisco de Paula, MG. Filmado por uma câmera da Clima ao Vivo.[38]
- 4 de outubro - Tempestade acompanhada de downburst em Londrina, PR, com rajadas de vento de até 105,8 km/h. Ocorrência por volta das 13h30.[39]
- 18 de dezembro - Tempestade severa e produção de um violento downburst, com rajadas de vento de 150.1 km/h em Vacaria, RS. Velocidade medida por uma estação meteorológica. Ocorrência entre as 14:00 e 15:00 hrs.[8]

### 2019
- 28 de janeiro - Ventania em vários munícipios de Pernambuco e da Paraíba, resultado de uma linha de instabilidade que se formou no litoral e avançou até o sertão. As cidades mais afetadas foram Arcoverde (PE) e Pesqueira (PE), onde, no caso do segundo, um idoso ficou ferido após ser atingido pela cobertura de uma tenda que cedeu com o vendaval. Também houve estragos significativos em Campina Grande (PB) e Afogados da Ingazeira (PE).[40][41][42][43]
- 30 de maio - Downburst severo em São Miguel do Oeste (SC).[44]
- 1° de outubro - Tempestade severa (unicelular) localizada acompanhada de um microburst em Nova Rosalândia (TO). Vários postes quebrados, árvores derrubadas e destruição ligeira de residências. Na zona rural, múltiplas torres de transmissão foram tombadas.[45]
- 17 de outubro - Microburst com velocidades de 131 km/h em Ribas do Rio Pardo, MS. Vários danos registrados.
- 27 de outubro - Dois microbursts destrutivos em Caldas Novas (GO). Derrubada de inúmeros postes, destelhamento de varias casas e destruição parcial de comércios.[46]
- 7 de novembro - Microburst em Tangará da Serra (MT). Rajadas de vento plausíveis em até 100 km/h.[47]
- 12 de novembro - Microburst em Morro Agudo, SP. Filmado por uma câmera da Clima ao Vivo.[48]

## Década de 2020

### 2020
- 13 de abril - Microburst úmido em Fátima do Sul (MS), durante a madrugada. Foi produzido por uma super-célula de alta precipitação com rotação notável no radar meteorológico, durante um surto de várias super-células no estado. Muitas casas com telhados e janelas destruídas, além de queda de dezenas de árvores de grande porte e de uma torre de rádio.[49]
- 30 de junho - Derecho serial no Sul do Brasil durante a passagem de um ciclone bomba. Registro de rajadas de vento superiores a 150 km/h, incluindo o registro de uma rajada de vento de 180 km/h em uma estação meteorológica particular do Morro do Bradador (SC). Centenas de municípios do RS, SC e PR registraram danos.[50]
- 30 de setembro - Tempestade severa com violento microburst em Confresa (MT). Destruição total ou parcial em dezenas de edificações, como órgãos públicos/privados e residências, o que fez o município decretar situação de emergência. Mais de 25 pessoas feridas. Ocorrência durante a noite e acompanhado de granizo miúdo. Danos similares aos de um tornado IF1 (na Escala Fujita Internacional).[51][52]
- 6 de outubro - Tempestade severa, acompanhada de um downburst súbito e severo, em Divinópolis (MG). Destruição de muros e edificações registradas. O telhado de um hiper-mercado foi completamente destruído e desabou.[53]
- 23 de outubro - Tempestade acompanhada de microburst em Cuiabá (MT). Evento foi filmado por uma câmera da Clima ao Vivo.[54]
- 16 de novembro - Microexplosão no noroeste do município de Piracicaba (SP). O fenômeno causou a queda de várias árvores e postes.[55]

### 2021
- 9 de março - Tempestade severa e microburst em São José dos Campos, SP. Velocidade do vento foi estimada em mais de 130 km/h, de acordo com os danos. Incorretamente classificado como tornado por razão de evidências falsas.[56]
- 9 de outubro - Macroburst úmido destrutivo em Pirassununga, SP. Rajadas de vento estimadas em mais de 140 km/h.[57]
- 28 de setembro - Microburst úmido e severo, acompanhado de chuva torrencial, em Rondonópolis, MT. Vários postes de cerâmica tombados em uma única estrada. Rajadas de vento foram estimadas em mais de 100 km/h, de acordo com a PREVOTS.[58][59]
- 15 de outubro - Várias tempestades severas acompanhadas de tempestades de poeira em dezenas de municípios do Mato Grosso do Sul. Houve registro de uma tempestade severa de poeira em Corumbá, acompanhada de rajadas de vento de 145 km/h, medidos por uma estação meteorológica. 7 fatalidades registradas em Corumbá, depois que um barco foi virado pelas rajadas de vento. Em Rio Brilhante, houve medição de rajadas de vento em 110 km/h, resultado de ventos convectivos severos de uma tempestade de poeira. Em Campo Grande, foi registrada outra tempestade de poeira, acompanhada de rajadas de vento medidas em 102 km/h.[60]

### 2022
- 17 de janeiro - Tempestade super-celular com produção de vários downbursts em Guaíba (RS). Destruição total de edifícios, residências, espaços públicos e praças, além de arrancar dezenas de postes e árvores. Uma escola estadual de ensino fundamental foi completamente destruída e permanentemente desativada meses depois. As rajadas de vento foram estimadas em acima de 150 km/h em alguns pontos do município por causa da destruição de várias torres de transmissão.[61][62]
- 24 de janeiro - Tempestade violenta em Iraí, RS.[63]
- 28 de fevereiro - Microexplosão atinge Quilombo, Santa Catarina. https://g1.globo.com/sc/santa-catarina/noticia/2022/03/02/microexplosao-destruiu-plantacao-de-eucaliptos-no-oeste-de-sc-diz-defesa-civil-fotos.ghtml
- 8 de março - Microburst em Porto Alegre, RS. Velocidade do vento estimada em mais de 100 km/h.[64]
- 15 de agosto - Macroburst em Canoas/Gravataí, RS. Vários registros de rajadas de ventos severos em várias localizações dos dois municípios. Foi recordado 120,5 km/h na base aérea de Canoas, mas de acordo com a MetSul a velocidade do vento foi muito mais severa em certas localizações, podendo ter chegado até os 150 km/h.[65]

### 2023
As regiões Sul, Sudeste e Centro-Oeste do Brasil tiveram um ano de 2023 bastante ativo em relação à frequência de tempestades convectivas intensas, principalmente devido à influência do evento climático El Niño.
- 17 de janeiro - Microburst em Xanxerê (SC). Rajadas de vento acima de 120 km/h.[67]
- 23 de janeiro - Microburst úmido e destrutivo em Gaspar (SC), com rajadas de vento acima de 130 km/h.[68]
- 26 de janeiro - Downburst úmido severo em Taquara (RS). Em alguns pontos, as rajadas de vento foram estimadas em acima de 120 km/h pela MetSul Meteorologia. Caída de dezenas de árvores, destelhamento de mais de 100 residências e queda de energia.[69]
- 28 de janeiro - Microburst úmido em Harmonia (RS). Muitas casas destelhadas na área central do município, além do colapso total de grandes construções. Muitas árvores arrancadas e uma galpões destruídos. Uma paróquia local foi danificada.[70]
- 29 de janeiro - Microburst em Abelardo Luz (SC).[71]
- 26 de fevereiro - Downburst úmido em São João do Itaperiú (SC). Com rajadas de vento estimadas em acima de 140 km/h.[72]
- 6 de março - Microburst isolado em Brasília (DF). Danos intensos no Colégio Militar Tiradentes.[73]
- 11 de julho - Downburst úmido em Herval d'Oeste (SC).[74]
- 24 de agosto - Microburst em Lages (SC).[75]
- 24 de agosto - Tempestade de vento (downburst) severa em Caraguatatuba (SP). Danos severos em um shopping local, além da queda de árvores, muros e alguns destelhamentos de edificações (igrejas e casas).[76]
- 15 de setembro - Microburst intenso em Colatina (ES), com ventos acima de 100 km/h, na manhã do respectivo dia. Houve danos generalizados por todo o município.[77]
- 27 de setembro - Microburst úmido e intenso em Piracicaba (SP). Derrubada de mais de 130 árvores, além de muros, placas e postes. Houve destelhamentos de residências e comércios e o desabamento de um galpão. Ventos estimados em até 110 km/h, com base nos danos.[78][79]
- 7 de outubro - Microburst em Maringá (PR), com ventos que ultrapassaram os 115 km/h.[80]
- 12 de outubro - Linha de tempestades em forma de arco (bow-echo), com rajadas de vento severas e de longa duração, com iniciação no final da tarde e atuação durante a noite no norte do estado do Rio de Janeiro. Registro de rajadas de ventos de 127 km/h em Resende (RJ), com danos severos pelo município. Outras localizações da área rural e vários outros municípios foram afetadas pelas rajadas de vento severas com velocidades estimadas em até 130 km/h.[81]
- 15 de outubro - Tempestade muito severa com downburst úmido deixou 20 feridos, destruição intensa e falta de energia elétrica, no município de Candeias do Jamari (RO). Foi provavelmente provocado por uma supercélula isolada.[82]
- 24 de outubro - Microburst úmido em Potirendaba (SP). Casas e estabelecimentos destelhados e várias quedas de árvores, muros e fios de postes.[83]
- 31 de outubro - Downburst em Limeira (SP). Queda de árvores e postes, além do arrancamento das placas de metal de um hospital. Ventos estimados em até 90 km/h pela Defesa Civil.[84]
- 3 de novembro - Linha de instabilidade no estado de São Paulo. Dezenas de municípios foram duramente atingidos. Rajadas de vento de até 151 km/h em Santos (SP), onde a estrutura de um posto de gasolina tombou e a Santa Casa municipal foi destelhada. A maior rajada em Santos apenas afetou uma área em aberto, poupando o município de danos muito severos.[85] Rajadas de até 133 km/h em Avaré e Mogi Mirim, de acordo com a Prefeitura de Avaré e uma estação oficial de Mogi Mirim, respectivamente.[86][87] Ventos de até 105 km/h em Sorocaba, de acordo com a Defesa Civil.[88] Ventos medidos em até 103,7 km/h no Aeroporto de Congonhas, na cidade de São Paulo.[89] Nas proximidades de Indaiatuba, rajadas de vento plausíveis em cerca de 90 km/h, com derrubada de pelo menos 50 árvores e relatos de destelhamentos.[90]Em Piracicaba, rajadas medidas em até 92 km/h.[91][92]
- 15 de novembro - Microburst úmido com danos muito severos em todo o município de Giruá (RS). Houve muitas casas completamente destruídas, além de centenas de árvores e postes caídos. Danos severos em muitos galpões e escolas do município, além de outro. Uma quadra de padel foi devastada, deixando vários feridos e 1 morto.[93]
- 20 de novembro - Microburst úmido em Igaporã (BA), com ventos de mais de 100 km/h e chuva de 16 mm em poucos minutos.[94]
- 25 de dezembro - Microburst úmido em Ipatinga (MG). Destruição severa em uma escola local, Colégio Tiradentes da Polícia Militar de Minas Gerais, que teve seu ginásio completamente destruído além de outros danos em muros e telhados. Houve a derrubada de dezenas de árvores de grande porte e destelhamento de muitas casas.[95]

### 2024
- 20-21 de março - Derecho progressivo destrutivo que avançou da Argentina em direção ao sudoeste do estado do Rio Grande do Sul durante a noite/madrugada de 20-21 de março, levando o grupo PREVOTS a emitir o raríssimo "Nível 4" de risco de tempo severo, pela primeira vez na história do país desde o começo de suas atividades em junho de 2018. Maior rajada de vento atingiu 157,1 km/h em uma estação meteorológica particular da zona rural de Alegrete (RS). Além disso, houve danos de variado grau em dezenas de municípios do sudoeste do Rio Grande do Sul com ventos de até 145 km/h, além de um tornado classificado em EF2 na zona rural de São Sepé (RS).[96]
- 15 de junho - Microexplosão úmida causou destruição generalizada e severa em São Luiz Gonzaga (RS). O evento deixou aproximadamente 1200 casas, 4 escolas, 2 postos de saúde, o prédio da Secretaria Municipal da Saúde, o Museu Arqueológico e diversos estabelecimentos comerciais com danos severos. Rajadas de ventos estimadas em até 150 km/h pela MetSul Meteorologia.[97]
- 25 de setembro - Microburst extremamente severo em Camaquã (RS) deixou dezenas de casas de alvenaria com paredes destruídas e destruição quase total de uma loja de carros. Houve a queda de dezenas de postes e árvores e colapso de estruturas de concreto. Pelo menos 7 escolas estaduais foram destruídas, uma delas quase por inteiro. Houve também destruição de telhados de supermercados e alguns silos foram danificados.[98]
- 11 de outubro - Várias linhas de tempestades em forma de arco (bow-echo) no estado de São Paulo, com produção de aglomerados de macroexplosões/microexplosões. Dezenas de municípios afetados, com os maiores impactos na capital paulista que registrou rajadas de vento em 107,6 km/h, porém, meteorologistas da MetSul Meteorologia estimam que as rajadas de vento podem terem sido piores em alguns pontos, passando de 120 km/h. 7 mortes registradas.[99][100]
- 12 de outubro - Microburst úmido em Três Ranchos (GO). Destruição total de um ginásio e 1 residência abandonada. Dezenas de casas sofreram danos nos telhados, o CAPS (Centro de Atenção Psico-social) municipal foi parcialmente destruído, e 1 escola municipal foi destelhada.[101]
- 24 de outubro - Microburst úmido e isolado em em Caldas Novas (GO) deixou mais de 80 de casas em um só bairro, totalmente ou parcialmente destelhadas. Impressionantemente, quase todas as residências de uma única rua tiveram seus portões de ferro totalmente arrancados e arremessados. Houve a queda de mais de 50 árvores, muros e vários postes.[102]
- 27 de novembro - Downburst úmido severo deixou destruição generalizada em várias zonas do município de Sombrio (SC).[103]
- 6 de dezembro - Microburst úmido com queda localizada de granizo em São José do Rio Preto (SP). Mais de 158 árvores derrubadas.[104]
- 28 de dezembro - Tempestade supercelular isolada atinge os municípios de Laranjal Paulista, Saltinho e Piracicaba (SP).[105] Em Piracicaba, houve a produção de um macroburst persistente, dividido em dois pulsos em áreas distintas da cidade, com a queda de dezenas de árvores em uma única avenida, derrubada de um poste, blecaute, interrupção no abastecimento de água, destelhamentos e granizo localizado. Os ventos podem ter alcançado até 100 km/h na região do bairro Monte Alegre.[106][107][108][109][110]

### 2025
- 23 de janeiro - Microburst severo com granizo em Botucatu (SP).[111] Queda de árvores e muros, quebra de vidraças e destelhamentos foram registrados.[112]

- 17 de fevereiro - Bow-echo severo causou danos em vários municípios no estado do Rio Grande do Sul durante a tarde/noite. Em Osório (RS), houve mais de 40 casas danificadas, 7 escolas e estabelecimentos comerciais destelhados, além da queda de árvores e energia. 10 pessoas ficaram feridas no desabamento de uma estrutura de um circo. No município de Imbé (RS), um vendaval causou destelhamentos totais ou parciais em mais de 400 casas, estabelecimentos comerciais, postos de saúde e 4 escolas. 1 escola de ensino fundamental foi severamente danificada, tendo sua quadra de esportes totalmente destruída. A tempestade severa deixou todo o município sem eletricidade, pela queda de postes e muitas árvores que caíram sobre os fios, além da queda de muitos outdoors. As rajadas de vento foram registradas em 141 km/h na UFRGS de Imbé. Em Tavares (RS), mais de 200 casas foram destelhadas e uma escola foi danificada.[113]
- 26 de fevereiro - Microburst na Zona Norte de São Paulo (SP), com ventos medidos em até 103 km/h.[114]
- 19 de abril - Microburst em Chapecó (SC). Queda de árvores, casas destelhadas, árvores bloquearam estradas e um aviário ficou destruído.[115]
- 22 de maio - Microburst em São Miguel do Oeste (SC). Queda de árvores, alagamentos e mais de 150 residências com danos.[116]
- 22 de junho - Microburst em Descanso (SC). Queda de árvores, casas destelhadas, dois galpões destruídos. Uma zona florestal ficou completamente aplanada.[117]

## Artigos relacionados
- Downburst
- Frente de rajada
- Escala Fujita
  - Escala Fujita melhorada
  - Escala Fujita Internacional
- Escala TORRO
- Derecho (meteorologia)
  - Lista de eventos de derecho
- Supercélula
- Tornado